# Земной броненосец
«Земной броненосец» — проект боевой машины, разработанный конструктором А.А. Пороховщиковым в 1915 году. В соответствии с проектом, машина обладала внушительными размерами, мощным пушечно-пулемётным вооружением и противоснарядным бронированием. Экипаж составлял 72 человека. Проект рассматривался ГВТУ Русской Императорской армии, но был отклонён ввиду высокой сложности и сомнительной боевой эффективности

## История создания
С началом Первой мировой войны в воюющих странах резко активизировались работы над новыми средствами вооружения. В наибольшей степени это коснулось, пожалуй, прежде вялотекущих исследований в направлении сухопутных боевых машин. В военные министерства стран Тройственного союза и, в особенности, Антанты, новые проекты посыпались, как из рога изобилия, причём авторами их были не только конструкторские бюро оборонных предприятий, но и многочисленные изобретатели. Проекты отличались крайним разнообразием — небольшие и вполне реализуемые машины чередовались с истинными порождениями ночных кошмаров, воплощение которых даже в теории представлялось весьма проблематичным. Чего стоил один проект боевой машины «Обой», предложенный изобретателем из Львова И.Ф. Семчишиным — огромный стальной эллипсоид высотой в несколько сот метров.
В то же время, имелись, разумеется, и менее одиозные проекты, хотя и они всё равно впечатляли. В частности, весьма «модным», насколько данный термин применим к направлению конструкторской мысли, стало проектирование «сухопутных кораблей» — своеобразная попытка перенести ставшие уже обычными дредноуты на сухопутные театры военных действий. Аллюзорно эти машины и правда напоминали боевые корабли — длинные и узкие, с несколькими орудийными башнями на «палубе» и «командирским мостиком». В Великобритании таким был проект, предложенный в 1915 году и получивший название «Pedrail Landship» (иногда упоминается в литературе, как «Сухопутный корабль Педреил»).
В России же в это время свой проект разработал изобретатель А. А. Пороховщиков, более известный, как изобретатель «Вездехода», весьма противоречивой машины, часто называемой «первым русским танком». Однако, в отличие от компактного «Вездехода», «Земной броненосец» — так назвал своё новое детище Пороховщиков — представлял собой весьма амбициозную машину.